# ستان فاين
ستان فاين (بالإنجليزية: Stan Fine)‏ هو رسام كارتون أمريكي، ولد في 1924 في بيتسبرغ في الولايات المتحدة، وتوفي في 21 مايو 2009.